# Clayton (condado de Winnebago, Wisconsin)
Clayton es un pueblo ubicado en el condado de Winnebago en el estado estadounidense de Wisconsin. En el Censo de 2010 tenía una población de 3951 habitantes y una densidad poblacional de 41,91 personas por km².

## Geografía
Clayton se encuentra ubicado en las coordenadas 44°12′3″N 88°34′55″O / 44.20083, -88.58194. Según la Oficina del Censo de los Estados Unidos, Clayton tiene una superficie total de 94.27 km², de la cual 93.96 km² corresponden a tierra firme y (0.33%) 0.31 km² es agua.

## Demografía
Según el censo de 2010, había 3951 personas residiendo en Clayton. La densidad de población era de 41,91 hab./km². De los 3951 habitantes, Clayton estaba compuesto por el 97.8% blancos, el 0.23% eran afroamericanos, el 0.23% eran amerindios, el 0.89% eran asiáticos, el 0% eran isleños del Pacífico, el 0.13% eran de otras razas y el 0.73% pertenecían a dos o más razas. Del total de la población el 0.96% eran hispanos o latinos de cualquier raza.